# 聽聽
《聽聽》是香港女歌手趙學而的第十張大碟，第二張翻唱大碟及首張國語大碟，於2009年9月29日推出。此專輯以HQCD壓製，並先在2009年8月7日至8月9日在香港會議展覽中心發售美國壓製的限定版Single CD，而後在9月29日發行在日本壓碟的正式專輯及限量700張有獨立編號的兩隻CD的特別版專輯。

## 曲目

### 美國壓製Single
| 曲序 | 曲名                 | 曲     | 詞     | 編曲   | 附註           |
| 01   | 愛如潮水             | 黎沸揮 | 李宗盛 | 谷中仁 | 原唱者為張信哲 |
| 02   | 你是如此難以忘記     | 周治平 | 周治平 | 谷中仁 | 原唱者為梁朝偉 |
| 03   | 心動 [Piano Version] | 黃韻玲 | 林夕   | 谷中仁 | 原唱者為林曉培 |

### 日本壓碟專輯
| 曲序 | 曲名                  | 曲       | 詞     | 編曲   | 附註                 |
| 01   | 童話                  | 光良     | 光良   | 谷中仁 | 原唱者為光良         |
| 02   | 如果你愛我            | 蔡健雅   | 蔡健雅 | 谷中仁 | 原唱者為蔡健雅       |
| 03   | 熱情的沙漠            | 加瀨邦彥 | 李潔心 | 谷中仁 | 原唱者為歐陽菲菲     |
| 04   | 有多少愛可以重來      | 黃卓穎   | 何厚華 | 谷中仁 | 原唱者為黃仲崑       |
| 05   | 我是不是該安靜的走開  | 陳秀男   | 張方露 | 谷中仁 | 原唱者為郭富城       |
| 06   | 愛如潮水              | 黎沸揮   | 李宗盛 | 谷中仁 | 原唱者為張信哲       |
| 07   | 當你孤單你會想起誰    | 施盈偉   | 方麗莎 | 谷中仁 | 原唱者為新少年俱樂部 |
| 08   | 你是如此難以忘記      | 周治平   | 周治平 | 谷中仁 | 原唱者為梁朝偉       |
| 09   | 心動 [Guitar Version] | 黃韻玲   | 林夕   | 谷中仁 | 原唱者為林曉培       |
| 10   | 我懷念的              | 李偲菘   | 姚若龍 | 谷中仁 | 原唱者為孫燕姿       |

## 發行版本
- 美國壓製CD版
- 日本壓製CD版
- 超限定特別2CD版 （美國壓製Single和日本壓碟專輯）